# Шлисељбург
Шлисељбург (рус. Шлиссельбург) насељено је место са административним статусом града на северозападу европског дела Руске Федерације. Налази се у централном делу Лењинградске области и административно припада Кировском рејону.
Према проценама националне статистичке службе за 2015. у граду је живело 14.803 становника.
На острву наспрам греда налази се средњовековно утврђење Орешек.

## Географија
Град Шлисељбург смештен је у северозападном делу Кировског рејона, на левој обали реке Неве, односно на месту где Нева започиње свој ток као отока језера Ладога. Центар града лежи на надморској висини од свега 15 m.
Од рејонског центра града Кировска налази се на око 6 km североисточно, односно на око 50 km источно од Санкт Петербурга.
Град је магистралним друмом Н135 повезан са Санкт Петербургом (преко Кировска).

## Историја
Претеча модерног града била је дрвено утврђење које је 1323. године подигао новгородски књаз Јуриј Данилович на маленом Орешковском острву, на самом излазу реке Неве из Ладошког језера. Утврђење је добило име по острву по којем је расло мноштво лешника (рус. лесной орех; па отуда Орешек). Већ 1353. дрвени зидови и куле утврђења замењени су каменим.
Утврђење се налазило на стратешки веома важном положају који је Новгородској Републици гарантовао излаз на море и због тога је било честом метом разних освајача. Године 1613, утврђење су освојили Швеђани и променили му име у Нотеборг (швед. Nöteborg, од шведских речи nöte — орах и borg — утврђење, град). Под власт Русије поново долази тек 1702. године након освајања Петра Великог и тада и добија садашње име. На левој обали Неве насупрот утврђења развило се и трговачко насеље (посад) које је 1780. прерасло у окружни град Шлисељбург (у тадашњим границама Санктпетербуршке губерније). Насеље је у народу било познато и под именом Шљушин (рус. Шлюшин).
Током 1920-их и 1930-их година у тврђави се налазила лабораторија у којој је Лењинградски зоотехнички институт спроводио тајна истраживања из области војне биологије. Спроводила су се разна тестирања на патогеним микроорганизмима попут антракса, Burkholderia mallei и .
Иако је сам град током Другог светског рата био под фашистичком окупацијом (од 8. септембра 1941) совјетска војска унутар тврђаве успела је да 500 дана држи одбрану и на тај начин спречи прелаз немачких трупа на десну обалу Неве. Град је коначно ослобођен 18. јануара 1943. године у операцији „Искра“ чији циљ је било сттварање копненог коридора са Лењинградом и пробијање опсаде.
Град је 1944. по трећи пут променио име, и све до 1992. носио је назив Петрокрепост (Петрова тврђава; рус. Петрокрепость). Године 1996, постаје засебним општинским рејоном, а од 1. јануара 2006. поново постаје делом Кировског рејона (као рејонски град).
Све до 2010. године Шлисељбург је имао статус историјског насеља.

## Демографија
Према подацима са пописа становништва 2010. у граду је живело 13.305 становника, док је према проценама националне статистичке службе за 2015. град имао 14.803 становника.
| 1939. | 1959. | 1970. | 1979.  | 1989.  | 2002.  | 2010.  | 2015.  |
| ----- | ----- | ----- | ------ | ------ | ------ | ------ | ------ |
| 9,715 | 7,164 | 8,466 | 10,212 | 12,589 | 12,401 | 13,305 | 14,803 |